# August Morgenstern
Friedrich August Morgenstern (* 2. Dezember 1772 in Magdeburg; † 5. April 1844 ebenda) war ein deutscher Kaufmann und Abgeordneter.

## Leben
Er war der Sohn des Stadtphysikus Friedrich Simon Morgenstern (1727–1782), der von Halle nach Magdeburg übersiedelt war und seiner Frau Johanna Katharina Morgenstern, geb. Brömme, Autorin einer später als „Magdeburger Kochbuch“ bekannt gewordenen Schrift „Unterricht für ein junges Frauenzimmer, das Küche und Haushaltung selbst besorgen will, aus eigner Erfahrung ertheilt von einer Hausmutter“. Karl Morgenstern war sein Bruder.
Morgenstern besuchte die Magdeburger Handlungsschule und machte dann eine kaufmännische Lehre beim Kaufmann Johann W. Faulwasser, der (gemeinsam mit Bürgermeister Blankenbach, Hofrat Koepcken und anderen Pate von Morgenstern gewesen war). Nach 10 Jahren bei Faulwasser machte er sich 1797 gemeinsam mit dem befreundeten Kaufmann Paul Weber als Kaufmann selbstständig. Die Firma Morgenstern  & Co., ein Unternehmen zum Handel mit Kolonialwaren, inländischen Produkten, Wein, Indigo- und Farbwaren sowie zum Speditions- und Kommissionsgeschäft, war recht erfolgreich. 1805 betrug das Betriebskapital Morgensterns etwa 45.000 und das von Weber 13.000 Taler. Die Firma hatte damals 10 Mitarbeiter. Als 1811 Weber aus der Firma ausschied, betrug Morgensterns Anteil etwa 55.000 Taler. 1841 trat sein Sohn August Theodor Morgenstern (* 12. Januar 1815 in Magdeburg; † 1. Juni 1867 ebenda) als Teilhaber in die Firma ein. Nach dem Tod seines Vaters führte er das Unternehmen fort.
Morgenstern erwarb sich besondere Verdienste als Mitglied des Vereins der Kaufmannschaft bei der Erarbeitung der Statuten zur Bildung der Magdeburger Korporation der Kaufmannschaft. In der 1. Sitzungsperiode des Provinziallandtags der Provinz Sachsen 1825 war er als Vertreter des Standes der Städte im Magdeburger Wahlbezirk für die Stadt Magdeburg Abgeordneter. In der 2. Sitzungsperiode 1827 wurde er als Stellvertreter gewählt. 1831 wurde er zum bayrischen Handelskonsul in Magdeburg ernannt.